# 司法院釋字第603號解釋
司法院釋字第603號解釋於中華民國94年（2005年）9月28日作成，是大法官就隱私權保障做成的指標性解釋，其核心爭點在於政府於換發身分證時，得否強制人民捺取指紋，大法官先於同年6月以釋字第599號解釋做成暫時處分，再於本釋字宣示國家不得強迫人民捺取指紋。
雖大法官於釋字第293號解釋即已明確使用隱私權一詞、但直至釋字第585號解釋及本釋字才確立了隱私權是以《中華民國憲法》第22條概括條款為依據，並在本釋字中確立了其保障之範圍包含資訊自決權，亦即人民對其資訊有權決定是否、及在何種範圍內、於何時、以何種方式、向何人揭露之決定、知悉與更正權，並強調政府干涉人民隱私時，目的應明確且禁止目的外之不當使用，尤應以適當之保護措施避免資訊外流之風險，是臺灣隱私權發展的重要里程碑。

## 解釋文
維護人性尊嚴與尊重人格自由發展，乃自由民主憲政秩序之核心價值。隱私權雖非憲法明文列舉之權利，惟基於人性尊嚴與個人主體性之維護及人格發展之完整，並為保障個人生活私密領域免於他人侵擾及個人資料之自主控制，隱私權乃為不可或缺之基本權利，而受憲法第二十二條所保障（本院釋字第五八五號解釋參照）。其中就個人自主控制個人資料之資訊隱私權而言，乃保障人民決定是否揭露其個人資料、及在何種範圍內、於何時、以何種方式、向何人揭露之決定權，並保障人民對其個人資料之使用有知悉與控制權及資料記載錯誤之更正權。惟憲法對資訊隱私權之保障並非絕對，國家得於符合憲法第二十三條規定意旨之範圍內，以法律明確規定對之予以適當之限制。
指紋乃重要之個人資訊，個人對其指紋資訊之自主控制，受資訊隱私權之保障。而國民身分證發給與否，則直接影響人民基本權利之行使。戶籍法第八條第二項規定：依前項請領國民身分證，應捺指紋並錄存。但未滿十四歲請領者，不予捺指紋，俟年滿十四歲時，應補捺指紋並錄存。第三項規定：請領國民身分證，不依前項規定捺指紋者，不予發給。對於未依規定捺指紋者，拒絕發給國民身分證，形同強制按捺並錄存指紋，以作為核發國民身分證之要件，其目的為何，戶籍法未設明文規定，於憲法保障人民資訊隱私權之意旨已有未合。縱用以達到國民身分證之防偽、防止冒領、冒用、辨識路倒病人、迷途失智者、無名屍體等目的而言，亦屬損益失衡、手段過當，不符比例原則之要求。戶籍法第八條第二項、第三項強制人民按捺指紋並予錄存否則不予發給國民身分證之規定，與憲法第二十二條、第二十三條規定之意旨不符，應自本解釋公布之日起不再適用。至依據戶籍法其他相關規定換發國民身分證之作業，仍得繼續進行，自不待言。

國家基於特定重大公益之目的而有大規模蒐集、錄存人民指紋、並有建立資料庫儲存之必要者，則應以法律明定其蒐集之目的，其蒐集應與重大公益目的之達成，具有密切之必要性與關聯性，並應明文禁止法定目的外之使用。主管機關尤應配合當代科技發展，運用足以確保資訊正確及安全之方式為之，並對所蒐集之指紋檔案採取組織上與程序上必要之防護措施，以符憲法保障人民資訊隱私權之本旨。

## 案件背景
於中華民國94年（2005年）4月，內政部擬藉由換發新式身分證的機會建立全民指紋資料庫，於是提出《戶籍法》第8條修正案，便引發社會高度爭議。臺灣人權促進會、中國人權協會、民間司法改革基金會等發起「拒按指紋524行動聯盟」，提出「我不按指紋，給我身份證」之訴求，時任之副總統呂秀蓮亦投書建議暫緩施行。於同年6月6日，民進黨籍立委向司法院大法官提出釋憲聲請，提案人為賴清德委員，並有84位立法委員參與連署。大法官於同年6月10日做成釋字第599號解釋以「暫時處分」宣告停止《戶籍法》第八條之適用，並於同年9月28日作成本釋字，宣告《戶籍法》第八條違憲。
學者李惠宗指出本釋字是歷來意見最分歧的解釋，九位大法官共提出了八份意見書，此外大法官有意識的採取「言詞辯論模式」，在解釋理由書亦採取了類似判決書的形式。

## 理由書

### 程序事項
大法官認為，三分之一以上立法委員行使其法律修正之權限時，認現行法律有違憲疑義而修法未果，符合（舊）司法院大法官審理案件法第五條第一項第三款「立法委員就其行使職權，適用法律發生有牴觸憲法之疑義」之規定，可以提出釋憲之聲請。

### 隱私權
大法官認為，隱私權雖非憲法明文列舉之權利，惟基於人性尊嚴與個人主體性之維護及人格發展之完整，並為保障個人生活私密領域免於他人侵擾及個人資料之自主控制，隱私權乃為不可或缺之基本權利，而受憲法第二十二條所保障。而隱私權包含「資訊自主權」，保障人民決定是否揭露其個人資料、及在何種範圍內、於何時、以何種方式、向何人揭露之決定、知悉與更正之權利。並就所蒐集個人資訊之性質是否涉及私密敏感事項、或雖非私密敏感但易與其他資料結合為詳細之個人檔案，於具體個案中，採取不同之審查密度。
因指紋具有終身不變之特質，一旦與個人身分連結，即屬具備高度人別辨識功能，因指紋具上述諸種特性，故國家藉由身分確認而大規模蒐集個人指紋並建檔管理者，足使指紋形成得以監控個人之敏感性資訊，應採取中度審查標準，亦即與重大公益之目的之達成，具備密切關聯之侵害較小手段，並以法律明確規定之。

### 目的明確原則
大法官認為，國家蒐集資訊之目的，必須明確以法律制定之，人民才能事先知悉、監督國家有無正當使用及維護資訊安全。
然而戶籍法對強制蒐集指紋之規範目的並不明確，而根據主管機關行政院於言詞辯論中之陳述，表示該指紋資料不會被用以「防範犯罪」，僅用於「確認個人身分」、「辨識迷失民眾、路倒病患、失智老人及無名屍體」、「防止冒領」等。

### 比例原則之審查
大法官認為，就「確認身分、防止冒領等」等目的，須投入大量成本建置普遍之辨識設備或其他配套措施，現行之防偽措施該手段亦足以達成效果，主管機關亦未提出具體之數據，而不符必要性原則。而因路倒病人、失智者、無名屍體之身分辨識需求，而強制年滿十四歲之全部國民均事先錄存個人之指紋資料，並使全民承擔授權不明確及資訊外洩所可能導致之風險，亦屬損益失衡，違反衡平性原則，因而違憲。

### 建置指紋資料庫並非必然違憲
雖然本釋字宣告戶籍法第8條違憲，但大法官也指出了若符合以下要件，建置指紋資料庫仍可能符合憲法之要求：
國家基於特定重大公益之目的，而有大規模蒐集、錄存人民指紋，並有建立資料庫儲存之必要者，應以法律明定其蒐集之目的，其蒐集之範圍與方式且應與重大公益目的之達成，具有密切之必要性與關聯性，並應明文禁止法定目的外之使用。主管機關尤應配合當代科技發展，運用足以確保資訊正確及安全之方式為之，並對所蒐集之指紋檔案採取組織上與程序上必要之防護措施，以符憲法保障人民資訊隱私權之本旨。

## 意見書
本釋字共有九位大法官提出了八份意見書
- 五份協同意見書：城仲模大法官提出之協同意見書、廖義男大法官提出之協同意見書、許玉秀大法官提出之協同意見書、林子儀大法官提出之協同意見書、許宗力大法官與曾有田大法官共同提出之協同意見書。
- 一份由余雪明大法官提出之部分協同部分不同意見書。
- 兩份不同意見書：楊仁壽大法官提出之不同意見書、謝在全大法官提出之不同意見書。

### 本案於程序上是否應予受理
謝在全、城仲模及楊仁壽大法官皆自文義解釋之角度，主張立法委員並未「適用」戶籍法，且該修法議案仍處於修法之程序中，不符合（舊）司法院大法官審理案件法第五條第一項第三款「立法委員就其行使職權，適用法律發生有牴觸憲法之疑義」之規定，應不予受理。
而採取贊成見解之廖義男、許玉秀、許宗力及曾有田大法官等則認為應從寬解釋受理之要件，少數議員之違憲聲請權乃參考德意志聯邦共和國基本法而設，目的是用以維護客觀之憲政秩序，只要有三分之一之立委願意共同連署負起政治責任，即已足夠。

### 制度目的與比例原則
雖然主管機關行政院於言詞辯論時表示建置指紋資料庫與預防犯罪無關，但其實考察立法的背景，與特定重大刑案久而未破相關，余雪明大法官即批評多數意見選擇性窄化立法目的，維護治安及預防犯罪應符合明確及重大公益目的，指紋只是中性的身分辨識工具，國外立法例亦不乏以捺取指紋作為核發身分證之程序，應不違反比例原則。
就此林子儀大法官則採取反對之立場，本釋字末段似乎預留了立法者未來建置指紋資料庫之空間，然而林子儀大法官認為以「預防犯罪」為由大規模建立指紋資料庫，相當於於暗示著將所有人民都當成潛在的罪犯，人們將可能過著充滿被監視恐懼的生活，參考刑事訴訟法應有合理之懷疑或程序保障作為限制。

## 學術評析

### 李震山教授之評析
李震山教授大致上贊成本釋字之解釋，但指出應以資訊自主權作為保障之依據，因其保障範圍與隱私權不盡相同，即使已公開之資訊，當事人對其資訊仍保有自主的權利，而資訊權應包含對外積極請求國家給付資訊，以滿足人民知的權利；及對內保護個人資訊的隱密性及尊嚴性。此外教授亦批評（舊）電腦處理個人資料保護法第8條第三款及第四款，允許國家基於「國家安全或增進公共利益」而為目的外之使用，若過度寬泛的認定公共利益，將使國家得任意的逸脫原制度目的的限制。

### 李惠宗教授之評析
李惠宗教授大致上亦贊成本釋字之解釋，但指出人性尊嚴在違憲審查規範上的功能，應該是備位的及補充的，當其他基本權已足以作為規範審查之基準時，即不必再引用，避免削弱其崇高性。此外教授認為，基於不當連結禁止原則，應禁止國家偷渡立法，犯罪預防與戶籍法之規範目的顯然無關。最後教授指出若改以紙本方式存錄指紋，而非電子化資料庫之方式，因降低大規模資料外洩之風險，仍可能於限縮後有合憲解釋之空間。

## 外部連結
- 司法院-釋字第603號解釋 （页面存档备份，存于）